# Egri Szilágyi Erzsébet Gimnázium és Kollégium
A Szilágyi Erzsébet Gimnázium és Kollégium Eger város egyik meghatározó középfokú oktatási intézménye. Több mint hét évtizedes fennállása óta gyakorlatilag napjainkig, négy évfolyamos tiszta profilú gimnáziumként működött, és működik. 2011 óta „A megye legeredményesebb gimnáziuma”.

## Története
A Szilágyi Erzsébet Leánygimnázium 1954. szeptember 1-jén kezdte meg működését a Kossuth Lajos utca 8. számú épületében, a Dobó István Gimnáziumból áttelepített kilenc osztállyal. (Itt 1948-ig az Angolkisasszonyok apácarendje és egri gimnáziuma működött.) Az iskola hamarosan jó hírnévre tett szert, a tanulói létszám meghaladta a 700 főt, az osztályok száma 21-re szaporodott.
1963-ban a gimnázium kereskedelmi szakközépiskolai osztályokkal bővült. Az 1963/64-es tanévtől elmaradt az iskola nevéből a leány jelző, így ettől a tanévtől kezdve fiúk is jelentkezettek az iskolába.
1964-ben az átadott új épületrészben korszerű előadók, laboratóriumok‚ s hat osztályterem kapott helyet, így lehetővé vált a következő tanévben kémia-biológia tagozatos osztályok indítása.
1964-ben adták át az iskola udvarán felépített, jól felszerelt modern tornatermet is.
Az 1973/74-es tanévre intézményünk 16 osztályossá alakult, minden évfolyamon két gimnáziumi és két szakközépiskolai osztállyal.
1979-től a kereskedelmi szakközépiskolai osztályok kiváltak, önálló intézményt alapítva. Az iskola tiszta profilú gimnáziummá alakult. Ezzel egy időben a gimnáziumban a kémia, biológia és orosz tagozat mellett testnevelés tagozatos osztályok is indultak és helyet adott néhány éven át a Honvédkollégium tanulóinak is, évfolyamonként egy, majd két osztályban. A ma is működő Levelező Tagozat is ekkor indult.
1992-ben a Kossuth utcai épület visszakerült az Angolkisasszonyok apácarendjéhez.
Az 1992/93-as tanévet az intézmény új helyen, az Ifjúság utca 2. sz. alatt kezdte meg. Átköltözött ide a gimnázium teljes tantestülete, tanulóifjúsága és a működéséhez szükséges felszerelés. (Korábban ebben az épületben általános iskola, majd a 212. sz. Szakmunkásképző osztályai voltak.)
Eger Megyei Jogú Város Közgyűlése döntése alapján 2001. augusztus 1-jétől a Szilágyi Erzsébet Gimnázium és a József Attila Kollégium egy szervezeti egységként működik.
Az iskola 2004-ben volt 50 éves. A jubileumi tanévet több ünnepséggel, kiállítással és kiadvánnyal ünnepelte.
2005 szeptemberében ismét bővült a képzési profil, amennyiben nyelvi előkészítő osztály is indult.
A Szilágyi Erzsébet Gimnázium jelenleg 18 osztályos: speciális angol, német valamint humán, reál és általános tantervű osztályokkal, egyben egyik alapító iskolája az Arany János Tehetséggondozó Programnak is. Ennek keretében évente indul egy speciális, a gimnáziumi tanulmányokra előkészítő osztály is, és működik nyelvi előkészítő osztály is.
A 600 tanulót több mint negyven pedagógus tanítja.

## Nevezetes tanulók
A tanárok közül néhányan középiskolás diákok is ebben az iskolában voltak, valamint olyan híres emberek is itt tanultak, mint Kovács Kati Kossuth-díjas énekesnő vagy Pádár Ildikó Európa-bajnok, olimpiai és világbajnoki ezüstérmes kézilabdázó.

## Tagozatok
- speciális angol tagozat
- humán tagozat
- matematika, fizika, informatika tagozat
- biológia, kémia tagozat
- általános tagozat
- Arany János Tehetséggondozó Program